# Johan Emil Berglund (socialdemokrat)
Johan Emil Berglund, född 14 juni 1861 i Sankt Lars församling i Tannefors utanför Linköping, död i maj 1952, var en svensk socialdemokratisk agitator, journalist och riksdagsman.

## Biografi
Berglund föddes på backstuga i Sankt Lars socken utanför Linköping. Han blev tidigt föräldralös och såldes flera gånger på fattigauktioner. År 1889 kom han med ångare till Härnösand för att arbeta vid ett tegelbruk i Ådalen. I Ångermanland organiserade han sig fackligt och politiskt, men även inom nykterhetsrörelsen genom gruppen Templet Fridhem. År 1900, när han var verksam som stationskarl var han med att grunda Byggnadsföreningen Fridhem utan personlig ansvarighet, som byggde bostadshus åt tempelmedlemmar och hyrde ut lokaler till andra nykterhetsverksamheter, och hade sitt säte i Ramvik, Härnösand.
År 1907 grundade han dagstidningen Nya Norrland i Kramfors tillsammans med Carl Oskar Johansson. Innan detta hade han först drivit en tidning som han kallade Kramfors-Posten och under den första tiden gjorde han Nya Norrland i stort sett själv. Fem år senare flyttade redaktionen till Sollefteå.
I september 1911 var han tillsammans med Carl Oskar Johansson utsänd av Socialdemokraterna för att sprida propaganda i norra Sverige inför andrakammarvalet. Detta gjorde han med en av de så kallade Röda bilarna. Han satt sedan i andra kammaren för Ångermanlands södra valkrets åren 1912-1914.
År 1946 publicerades hans självbiografi Ur mitt liv som arbetare och agitator av Kooperativa förbundet.